# 神姫ゾーンバス
神姫ゾーンバス株式会社（しんきゾーンバス）は、兵庫県神戸市西区に本社を置く神姫バスの子会社。乗合バス・貸切バス・特定バスの運行及び旅行代理業ほか、神姫バスの一部路線と三木市補助路線バスの運行を行っている。
神姫バスの地域子会社では最も早い1980年11月20日に設立され、神戸電鉄粟生線各駅と周辺住宅地（神戸市西区秋葉台・桜が丘・富士見が丘、三木市緑が丘・自由が丘）とのフィーダー輸送を担っている。

## 営業所
神姫ゾーンバスは他のグループ会社とは異なり、営業所・出張所の略号はなかったが、2020年2月に大型乗合バス2台が導入された際に初めて所属営業所の略号と社番が付与された。また同車両には、車番に対応した希望ナンバープレートも導入された。
全営業所が神戸ナンバー。（）内は営業所の略号。
- 西神営業所（栄）
  - 兵庫県神戸市西区押部谷町栄字北垣内22番地1
- 窟屋（いわや）営業所（窟）
  - 兵庫県三木市志染町窟屋字上ヶ原1761番地

### 方転場
- 青山方転場
- 兵庫県三木市志染町青山5丁目

## 路線
設立当初は系統番号がなかったが、1994年より採用された。
2024年8月現在
1系統/2系統
- 1系統：志染駅→志染団地12棟前→中自由が丘→東自由が丘
- 2系統：東自由が丘→中自由が丘→志染団地12棟前→志染駅
  - かつては終日にわたって運行されていたが、2001年7月の三木市道自由が丘緑が丘線全線開通に伴い、日中は13・14系統に変更された。現在は朝夕のみの運行。
  - 志染団地内は反時計回りの一方向循環となるため、往復で系統番号が異なる。

6系統
- 緑が丘駅→センター前→防災公園前→センター前→緑が丘駅
- 緑が丘駅→センター前→防災公園前→緑が丘東小学校前→緑が丘駅
  - 三木総合防災公園へのアクセス路線。2007年4月1日に運行を開始した。防災公園内は時計回りの一方向循環。
  - 多区間路線（整理券発行）であるが、防災公園側が循環のため、ループ区間をまたいで乗車すると一度上がった運賃が安くなる。
  - 開設当初は、センター前経由・緑が丘東小学校前経由がそれぞれ往路・復路に存在し、組み合わせて計3パターンの運行経路があったが、現在は上記2パターンとなっている。このため緑が丘東小学校前バス停の北行（防災公園前方面）は休止されている。
  - 元々は関西国際大学（関西女学院短期大学）へのアクセス路線として、緑が丘駅 - 緑が丘東小学校前 - 関西国際大学間で運行されていた（系統番号も同じ6系統）。大学スクールバスの拡充に伴い休止されていたが、防災公園への延長という形で復活を遂げたことになる。
  - 2011年4月1日のダイヤ改正で緑が丘中1丁目経由から広野高原病院経由に変更した。
  - 2019年4月1日のダイヤ改正で広野高原病院経由から緑が丘中1丁目経由に変更した。

7系統
- 緑が丘駅 - 緑が丘中1丁目 - 三木北高校前 - センター前 - 青山5丁目
  - 全線三木市道緑が丘青山線を走行し、緑が丘町および志染町青山を縦貫する。終点の青山5丁目付近には青山営業所（車庫）がある。
  - かつては終日にわたって運行されていたが、2001年7月の三木市道自由が丘緑が丘線全線開通に伴い、日中は13・14系統に変更された。さらに、2011年4月より81系統（経路が全区間で重複する）が運行を開始したため、現在は同系統を補完する形で朝夕時間帯に運行されている。
  - 2022年10月改正で下りが廃止となり、2024年10月1日改正時点では、平日朝上り2本のみの運行。

8系統
- 緑が丘駅 - センター前 - 青山5丁目 - 志染公民館前 - 伽耶院口 - ネスタリゾート神戸
  - 多区間路線（整理券発行）。青山5丁目までは7系統と同じ経路をたどる。
  - ネスタリゾート神戸まで乗り入れる。
  - 2024年10月1日改正で、上下線ともに土日祝限定で各1本のみ運行。
  - 2011年4月1日のダイヤ改正で緑が丘中1丁目経由だったのを広野高原病院経由に変更した。
  - 2019年4月1日のダイヤ改正で広野高原病院経由から緑が丘中1丁目経由に変更した。

10系統
- 押部谷（栄）→栄駅前→栄市住前→桜が丘東町5丁目→木津小学校前→木幡→栄市住前→栄駅前→押部谷（栄）（幕表記は「さくら・あきばループ」）
  - 2024年4月1日改正時点では、押部谷（栄）朝8時30分発から60分間隔に4本が設定されている。

11系統
- 押部谷（栄）→栄駅前→栄市住前→桜が丘西町→栄駅前→押部谷（栄）（幕表記は「桜が丘循環」）
  - 栄駅と桜が丘を結ぶ。桜が丘内は時計回りの一方向循環で、20系統・20A系統が通らない西町を経由する。
  - かつては日中1時間毎、朝夕約15分毎の運行。2024年4月1日改正時点では平日夕方と土曜日午前中にそれぞれ2本のみとなっている。

12系統
- 押部谷（栄）→栄駅西→月が丘小学校前→月が丘3丁目→栄駅西→押部谷（栄）（幕表記は「月が丘循環」）
  - 栄駅と月が丘を結ぶ。同区間は20A系統が多く設定されているため、本数は少ない。2024年4月1日改正時点では押部谷（栄）発18時台に1本が設定されているのみである。

15系統
- 志染駅 - 志染団地12棟前 - 東自由が丘 - 緑が丘駅 - センター前 - 青山5丁目
  - 2016年4月1日のダイヤ改正で新設された。
  - 緑が丘駅 - 青山5丁目間は7系統と、東自由が丘 - 志染駅間は1系統・2系統と同じ経路をたどる。日中時間帯にほぼ60分毎の運行。
  - 志染団地内は反時計回りの一方向循環となるが、1系統・2系統と違い系統番号は同じである。
  - 三木市内では同じ15系統を名乗る三田駅 - 日下部 - 神戸北農協前 - 淡河 - 御坂 - 宿原 - 三木営業所の路線がある。
  - 2024年現在、おもにエアロミディなどの中型路線車で運行されている。

20系統/20A系統
- 20系統：押部谷（栄） - 栄駅前 - 栄市住前 - 桜が丘中町5丁目 - 農業公園 - 西神中央駅
- 20A系統：押部谷（栄） - 美穂が丘1丁目 - 月が丘3丁目 - 栄駅西 - 栄駅前 - 栄市住前 - 桜が丘中町5丁目 - 農業公園 - 西神中央駅
  - 神姫バスとの共同運行路線。1994年の神戸市道西神1号線全通に伴い新設された。
  - かつては神戸市バスも含めた3社共同運行であったが、2005年3月31日をもって神戸市バスの運行は終了した。
  - 多区間路線（整理券発行）。日中は約30分毎の運行。
  - 20A系統の運行経路は開設当初と異なり、当時は美穂が丘1丁目 - 月が丘（循環） - 栄駅西 - 押部谷（栄） - 栄駅前 - 西神中央駅であった。また系統番号も当初30系統・31系統であった（番号が2つあるのは月が丘内が一方向循環のため）が、その後系統番号設定の無い時期が長く続いた後、現在の系統番号が設定された。
  - 開設当初は、神姫バスと神戸市バスが20系統、月が丘まで乗り入れる便は神姫ゾーンバスと完全に住み分けられていたが、現在は大半の便がゾーンバス担当となり、ゾーンバスも20系統を担当する。
  - 神姫バス担当便をのぞき、行先表示に桜の絵が描かれている。

70系統/73系統/74系統/76系統
- 70系統：西神中央駅→西神工業会館前→高和→押部谷駅前→押部谷中学校下→押部谷（栄）
- 73系統：押部谷（栄） - 栄駅西 - 美穂が丘1丁目 - 押部谷駅前 - 西盛 - 高和 - 西神工業会館前 - 西神中央駅
- 74系統：押部谷（栄） - 栄駅西 - 美穂が丘1丁目 - 押部谷駅前 - 西盛 - 高和 - 食品団地前 - 高塚高校前 ‐ 西神中央駅
- 76系統：押部谷（栄） ‐ 栄駅西 ‐ 美穂が丘1丁目 ‐ 押部谷駅前 ‐ 西盛 ‐ 高和 ‐ 養田 ‐ 高塚高校前 ‐ 西神中央駅
  - 神姫バスとの共同運行路線。元々は神姫バス単独路線であったが、2014年7月1日のダイヤ改正でゾーンバスとの共同運行となった。
  - 多区間路線（整理券発行）。日中は約60分毎の運行。

80系統/81系統
- 80系統：緑が丘駅 - 富士見が丘4丁目 - 西盛 - 高和 - 農業公園 - 西神中央駅
- 81系統：青山5丁目 - 緑が丘中1丁目 - 緑が丘駅 - 富士見が丘4丁目 - 西盛 - 高和 - 農業公園 - 西神中央駅
  - 神姫バスとの共同運行路線。元々は神姫バス単独路線であったが、2000年にゾーンバスの営業エリアである富士見が丘に乗り入れることになった際、ゾーンバスとの共同運行となった。
  - 富士見が丘乗り入れ当初は、緑が丘駅 - 西盛を県道22号線経由でショートカットする従来の路線と富士見が丘経由が混在していたが、後に全便が富士見が丘経由となった。
  - 2011年4月1日より、ゾーンバス運行分は全便が緑が丘駅 - 青山5丁目間を延伸し、系統番号を81系統に変更した（神姫バス運行分は引き続き80系統として従来の区間で運行）。延伸直前時点で平日のほとんどの便、土曜・休日の全便がゾーンバスの運行となっていたため、大半の便が延伸されることとなった。
  - 2024年4月1日改正時点では神姫バス担当便を含めた全便が青山5丁目発着となっており、80系統は存在しなくなっている。
  - 多区間路線（整理券発行）。緑が丘駅 - 西神中央駅間は日中30分毎、朝夕15〜20分毎の運行
  - ゾーンバス担当便において、行先表示には鳥の絵が描かれている。

## 廃止路線
直通120系統　27系統
神戸ワイナリー―西神中央駅
2025年3月末で廃止
3系統
- 緑が丘駅→緑が丘中1丁目→緑が丘東3丁目→緑が丘西4丁目→緑が丘中1丁目→緑が丘駅（幕表記は「緑が丘循環」）
  - 会社設立当初からの路線で、緑が丘町内を反時計回りで循環していた。日中は1時間毎、朝夕約15分毎で運行していた。
  - すべての停留所名が"緑が丘"で始まる。
  - 2011年3月31日運行終了。

4系統/5系統
- 4系統：押部谷（栄） - 押部谷駅前 - 富士見が丘4丁目 - 緑が丘駅
- 5系統：押部谷（栄） - 押部谷駅前 - 富士見が丘4丁目 - 緑が丘駅 - 緑が丘中1丁目
  - かつては両系統合わせて毎時1本程度運行されていたが、80系統の富士見が丘乗り入れに伴い本数が激減した。
  - 平日・日祝日2往復、土曜日1往復のみ5系統として緑が丘中1丁目まで運行する。元々は富士見が丘からコープ三木緑が丘店へのアクセスのため、昼間時間帯に設定されていた。
  - 5系統の緑が丘中1丁目停留所では、サンロード商店街内の専用降り場で乗客を降ろした後、コープ三木緑が丘店を囲む一方通行道路を使って方転し、乗車停留所に向かう。
  - 2024年8月時点で消滅済み。

9系統（初代）/10系統
- 9系統（初代）：木幡駅→秋葉台1丁目→桜が丘東町5丁目→秋葉台3丁目→木幡駅（秋葉台循環）
- 10系統：押部谷（栄）→栄駅前→栄市住前→桜が丘東町5丁目→秋葉台2丁目→秋葉台3丁目→木幡駅
- 10系統：木幡駅→秋葉台1丁目→桜が丘東町5丁目→桜が丘西町→栄駅前→押部谷（栄）
  - 木幡駅、栄駅と秋葉台を結んでいた。朝夕は9系統が、日中は10系統が運行されていた。利用者減のため、2008年9月30日に運行を終了した。

9系統（2代目）
- 緑が丘駅 - 緑が丘中1丁目 - 緑が丘東3丁目 - 青山5丁目
  - 平日・土曜のみ日中に1日4往復する。
  - 2013年10月1日から2016年3月31日まで運行。

13系統/14系統
- 13系統：志染駅→志染団地12棟前→東自由が丘→青山5丁目→センター前→緑が丘駅
- 14系統：緑が丘駅→センター前→青山5丁目→東自由が丘→志染団地12棟前→志染駅
  - 2001年7月の市道自由が丘緑が丘線全線開通に伴い開設された。
  - 緑が丘駅 - 青山5丁目間は7系統と、東自由が丘 - 志染駅間は1系統・2系統と同じ経路をたどる。日中時間帯にほぼ30分毎の運行。
  - 志染団地内は反時計回りの一方向循環となるため、往復で系統番号が異なる（1系統・2系統と同様）。
  - 2016年3月31日運行終了。

16系統
- 緑が丘駅 - センター前 - 青山5丁目 - 志染公民館前 - 御坂 - 情報公園都市
  - 緑が丘駅とひょうご情報公園都市を結んでいた。2008年1月4日から2009年3月31日まで運行。
  - 多区間路線（整理券発行）。平日のみ3往復運行。

三木市役所線
- 23系統：青山5丁目 - 緑が丘駅 - 志染 - 森林公園前 - 市役所前 - 上の丸 - 三木本町 - 三木鉄道三木駅 - 三木営業所
- 24系統：志染駅南 - 森林公園前 - 市役所前 - 上の丸 - 三木本町 - 三木鉄道三木駅 - 三木営業所
- 25系統：青山5丁目 - 緑が丘駅 - 志染 - 森林公園前 - 市役所前 - 市民病院口 - 福有橋 - 三木本町 - 三木鉄道三木駅 - 三木営業所
- 26系統（初代）：志染駅南 - 森林公園前 - 市役所前 - 市民病院口 - 福有橋 - 三木本町 - 三木鉄道三木駅 - 三木営業所
- 26系統（2代目）：森林公園前 - 市役所前 - 市民病院口 - 福有橋 - 三木本町 - 三木鉄道三木駅 - 三木営業所
- 27系統：森林公園前 - 市役所前 - 上の丸 - 三木本町 - 三木鉄道三木駅 - 三木営業所
  - 三木市からの受託により運行されていた路線。三木金物まつりのキャラクター「カナちゃん」が描かれた専用の車両が充当された。また、三木山総合公園屋内プール利用時は当路線の運賃が補助される制度もあった。
  - 開設当初は系統番号が無く、23系統・27系統に相当する路線が運行されていた。後の系統番号付与時に23〜26系統（初代）となり、志染駅南停留所（転回場）が設置された。2001年2月5日の路線再編で25系統・26系統（2代目）・27系統の体制となり、恵比須駅への乗り入れを開始、志染駅南停留所は廃止された。志染駅南バス停跡地は現在ファミリーマートになっている。
  - 2006年2月の三木市コミュニティバス「みっきぃバス」運行開始に伴い、神姫ゾーンバスの路線としては2006年1月31日をもって廃止された。

## 車両一覧

### 路線バス車両
1系統 - 81系統までの大体の路線で走行されている。大型車と中型車では系統によって使い分けられていることが多い。神姫バスに多い三菱ふそうエアロスター・エアロミディの他、淡路交通や阪急バスからのいすゞエルガなども在籍している。車体に車番を記載していない車両があるほかは、車体色や外観は神姫バスとほぼ同一である。

### 北播磨総合医療センター直通バス専用車両
名前は不明。主に北播磨総合医療センターに直通するバスに使用されている。高位置の椅子がなく、乗降が楽な車両である。車両全般の主体色は緑色（もしくは黄緑色と捉える）。

### みっきぃバス車両
名前は不明。みっきぃバス（別名:三木市補助路線バス）にて用いられる車両。路線バス車両を少し改造したような見た目で、前面に「みっきぃバス」と描かれている。椅子の位置なども路線バス車両と同じ。車両に主体色は白地に赤色。

## 受託運行など
- 三木市補助路線バス
- 関西国際大学などのスクールバス（一般客は利用不可）
- 神姫バス（三木 - 工業団地、三木 - 岡場、三木 - 三田路線）
- 北播磨総合医療センター直通バスの一部路線